# Escudo de Ghana
El escudo de armas de Ghana fue concedido por la reina Isabel II el 4 de marzo de 1957. El blasón está dividido en cuadrantes de azur por la Cruz de San Jorge, de sínople (verde) con bordes de oro. El primer cuartel muestra un bastón de mando y una espada cruzados; el segundo cuartel un castillo; el tercer cuartel un árbol de cacao y en el cuarto una mina de oro que simboliza la riqueza mineral del país. En el centro de la cruz verde hay un león dorado, símbolo del lazo continuo entre Ghana y la Comunidad de Naciones Británicas. 
Sobre el escudo figura un burelete de gules (rojo), oro y sínople surmontado por la estrella negra africana. Dos águilas de oro sujetan el escudo. En los bordes aparece el lema "Freedom and Justice" (Libertad y Justicia).

## Evolución histórica del escudo

Insignia del África Occidental Británica (1870-1888)
Insignia de la Costa de Oro (1877-1957)